# Codex Ivrea
Le Codex Ivrea (Ivrée, Biblioteca Capitolare, 115) est un manuscrit contenant un corpus important de musique polyphonique française du XIVe siècle. Il appartient à l'époque de l'ars nova.

## Présentation
Le codex contient 87 pièces sur 64 folios : 37 motets latins ou français, mouvements de messe et quelques virelais, 4 chaces et des ballades, composés au milieu du XIVe siècle. La notation y est caractéristique de l'ars nova. Il manque au manuscrit au moins un ensemble de mouvements de messe.
La provenance du codex est contestée. On a longtemps pensé qu'il avait été compilé à Avignon, siège de la papauté française vers 1370, mais la cour de Gaston Fébus, importante sur le plan musical, a également été suggérée depuis. Plus récemment, Karl Kügle a affirmé que la source se trouvait à Ivrée même et avait été copiée par des musiciens liés à la cour savoyarde (peut-être Jehan Pellicier), dans les années 1380 ou 1390. Aucune de ces trois interprétations n'a fait l'objet d'un consensus universitaire.
Toute la musique du codex Ivrea, notée par deux scribes, puis un troisième à une période ultérieure, est anonyme. Cependant, des attributions ont été faites sur la base de concordances de style avec notamment : Philippe de Vitry, Guillaume de Machaut, Magister Heinricus, Bararipton, Depansis, Matheus de Sancto Johanne, Orles, Sortes et Loys. Une pièce attribuée à Chipre est probablement d'origine chypriote. Kügle note que le style ars subtilior est absent de la source, comme c'était souvent le cas dans les codex de cette époque.

### Ouvrages
- (en) Gustave Reese, Music in the Middle Ages : with an introduction on the music of ancient times, New York, Norton, 1940, xvii-502 (OCLC 867482918)
- (en) John Caldwell, Medieval Music, Paris, Indiana University Press, 1978, 304 p. (ISBN 978-0-09-120900-1, OCLC 251606678)
- (en) Richard Hoppin, Medieval Music, Norton, coll. « The Norton introduction to music history », 1978, xxiii-566 (ISBN 0-393-09090-6, OCLC 1079272445)
- (en) Harold Gleason et Warren Becker, Music in the Middle Ages and Renaissance, Bloomington, Alfred Music, 1981, 3e éd., x-211 (ISBN 0-89917-034-X, OCLC 8109806, lire en ligne)
- (es) F. Alberto Gallo et Giulio Cattin, Historia de la música 2 : El Medioevo I, Madrid, Turner, 1987, xix-220 (ISBN 978-84-7506-204-4, OCLC 644420186)

### Articles
- (de) Heinrich Besseler, « Studien zur Musik des Mittelalters. II. Die Motette von Franko von Köln bis Philipp von Vitry », Archiv für Musikwissenschaft, Leipzig, vol. 8, no 2,‎ 1927, p. 137–258 (ISSN 0003-9292, OCLC 931024020, DOI 10.2307/929829, lire en ligne)
- (it) Ursula Günther, « Problems of Dating in ars nova and ars subtilior », dans L'ars nova italiana del Trecento 4, Certaldo, 1978 (OCLC 848401530)
- (en) Karl J. Kügle, « Codex Ivrea, Bibl. cap. 115: A French Source 'Made in Italy' », Revista de Musicología, vol. 13, no 2,‎ 1990, p. 527–561 (ISSN 0210-1459, DOI 10.2307/20795403, lire en ligne)
- (en) Ursula Günther, « Sources, MS, VII: French Polyphony 1300-1420  », dans Grove Music Online, Oxford University Press, 2001.
- (de) Felix Diergarten, « Vient a point ton bordon, Art-Song Reworking im Codex Ivrea », Basler Jahrbuch für historische Musikpraxis 2014, Winterthur, Schweiz Amadeus, no 38,‎ 2018 (ISBN 9783905786170, OCLC 1037351600, lire en ligne)